# Central Armagh (circonscription du Parlement d'Irlande du Nord)
Pour les articles homonymes, voir Central Armagh.
Central Armagh était une circonscription du Parlement d'Irlande du Nord.

## Limites
Central Armagh était une circonscription de comté comprenant la partie centrale nord du comté d'Armagh. Il a été créé lorsque House of Commons (Method of Voting and Redistribution of Seats) Act (Northern Ireland) 1929 a introduit les élections uninominales à un tour dans toute l'Irlande du Nord. Central Armagh a été créé par la division d'Armagh en quatre nouvelles circonscriptions. La circonscription a survécu inchangée, renvoyant un membre du Parlement, jusqu'à ce que le Parlement d'Irlande du Nord soit temporairement suspendu en 1972, puis officiellement aboli en 1973.[réf. nécessaire]
Le siège était centré sur les villes de Portadown et Tandragee et comprenait des parties des districts ruraux d'Armagh, Lurgan et Tandragee.

## Politique
Le siège a toujours été remporté par les candidats du Ulster Unionist Party. Il a été contesté à deux reprises par des candidats du mouvement ouvrier, qui ont recueilli environ un tiers des suffrages exprimés.

## Membres du Parlement
| Élection | Élection   | Membre            | Parti           |
| -------- | ---------- | ----------------- | --------------- |
|          | MPs (1929) | David Shillington | Ulster Unionist |
|          | 1941       | George Dougan     | Ulster Unionist |
|          | 1955       | Isaac Hawthorne   | Ulster Unionist |
|          | MPs (1969) | Herbert Whitten   | Ulster Unionist |

## Résultats des élections
Aux élections générales de 1929, 1933 et 1938 en Irlande du Nord, David Shillington est élu sans opposition.
Lors de l'élection partielle de 1941, George Dougan est élu sans opposition.
| Parti         | Parti                   | Candidat                | Voix   | %    | ±       |
| ------------- | ----------------------- | ----------------------- | ------ | ---- | ------- |
|               | Ulster Unionist         | George Dougan           | 9,508  | 67,6 | N/A     |
|               | Commonwealth Labour     | Thomas Martin           | 4,559  | 32,4 | Nouveau |
| Majorité      | Majorité                | Majorité                | 4,949  | 35,2 | N/A     |
| Participation | Participation           | Participation           | 14,067 | 74,0 | N/A     |
|               | Ulster Unionist retenir | Ulster Unionist retenir | Swing  | N/A  |         |

Aux élections générales de 1949 et 1953 en Irlande du Nord, George Dougan est élu sans opposition.
Aux élections partielles de 1955 et aux élections générales de 1958 en Irlande du Nord, Isaac Hawthorne est élu sans opposition.
| Parti         | Parti                   | Candidat                | Voix   | %    | ±       |
| ------------- | ----------------------- | ----------------------- | ------ | ---- | ------- |
|               | Ulster Unionist         | Isaac Hawthorne         | 9,390  | 64,8 | N/A     |
|               | NI Labour               | Thomas Newell           | 5,101  | 35,2 | Nouveau |
| Majorité      | Majorité                | Majorité                | 4,289  | 29,6 | N/A     |
| Participation | Participation           | Participation           | 14,491 | 67,0 | N/A     |
|               | Ulster Unionist retenir | Ulster Unionist retenir | Swing  | N/A  |         |

Aux élections générales d'Irlande du Nord de 1965, Isaac Hawthorne est élu sans opposition.
Aux élections générales d'Irlande du Nord de 1969, Herbert Whitten est élu sans opposition.

## Sources
- Northern Ireland Parliamentary Election Results 1921-1972, compiled and edited by Sydney Elliott (Political Reference Publications 1973)